# L・O・V・E U
「L・O・V・E U」（エル・オー・ヴィー・イー・ユー）は、2007年8月8日にリリースされたリア・ディゾンの3枚目のシングル。発売元はビクターエンタテインメント。

## 解説
- 初回限定盤にはビデオクリップ映像を収録したDVDが同梱されている。
- 前作同様、作詞はすべてリア本人による恋愛をテーマにした詞となっている。
- 本作品に収録されている「Brand New Day」はアルバム『Destiny Line』には未収録となっている。

## 収録曲

### DISC1(CD)
1. L・O・V・E U
  - 作詞：リア・ディゾン & 新美香 / 作曲・編曲：平田祥一郎

集英社「PINKY」CMソング
2. Brand New Day
  - 作詞：リア・ディゾン & 新美香 / 作曲・編曲：ha-j

fm osaka「POWER PLAY 851」2007年8月度邦楽パワープレイ

### DISC2(DVD)
1. L・O・V・E U <Video Clip>